# Hockey Novara 1950
Questa voce raccoglie le informazioni riguardanti l'Hockey Novara nelle competizioni ufficiali della stagione 1950.

## Maglie e sponsor
| 1ª divisa |

## Rosa
| N° | Naz.              | Ruolo | Sportivo            |  |  |  |
| -- | ----------------- | ----- | ------------------- |  |  |  |
| ?  | Italia (bandiera) | E     | Giancarlo Gallarini |  |  |  |
| ?  | Italia (bandiera) | E     | Claudio Ghione      |  |  |  |
| ?  | Italia (bandiera) | P     | Angelo Grassi       |  |  |  |
| ?  | Italia (bandiera) | E     | Walter Monfrinotti  |  |  |  |
| ?  | Italia (bandiera) | E     | Sergio Nanotti      |  |  |  |
| ?  | Italia (bandiera) | E     | Ferruccio Panagini  |  |  |  |
| ?  | Italia (bandiera) | P     | Luciano Prandi      |  |  |  |

- Allenatore:  Carlo Ciocala

## Risultati

### Serie A
- Girone di andata

| Novara | Novara | 8 – 2 | Marzotto Valdagno |  |

| Novara | Novara | 3 – 8 | Monza |  |

| Novara | Novara | 5 – 1 | Triestina |  |

| Genova | Bolzanetese | 3 – 5 | Novara |  |

| Trieste | Edera Trieste | 3 – 3 | Novara |  |

| Novara | Novara | 7 – 6 | Mirabello |  |

| Novara | Novara | 7 – 5 | DLF Trieste |  |

- Girone di ritorno

| Valdagno | Marzotto Valdagno | 2 – 1 | Novara |  |

| Monza | Monza | 3 – 6 | Novara |  |

| Trieste | Triestina | 2 – 4 | Novara |  |

| Novara | Novara | 5 – 2 | Bolzanetese |  |

| Novara | Novara | 11 – 7 | Edera Trieste |  |

| Monza | Mirabello | 0 – 12 | Novara |  |

| Trieste | DLF Trieste | 2 – 4 | Novara |  |

## Statistiche di squadra
| Competizione | Punti | Totale | Totale | Totale | Totale | Totale | Totale |
| Competizione | Punti | G      | V      | N      | S      | GF     | GS     |
| ------------ | ----- | ------ | ------ | ------ | ------ | ------ | ------ |
| Serie A      | 23    | 14     | 11     | 1      | 2      | 81     | 46     |
| Totale       | -     | 14     | 11     | 1      | 2      | 81     | 46     |